# کانگوروی بزشکل
کانگوروی بزشکل (نام علمی: Macropus antilopinus) گونه‌ای والابی از تیره درازپایان، سردهٔ درازپاها است که در شمال استرالیا زندگی می‌کند. در سیاهه قرمز IUCN، این جانور در وضعیت کمترین نگرانی طبقه‌بندی شده است.